# Laura Zialor
Laura Zialor (* 4. August 1998) ist eine britische Leichtathletin, die sich auf den Hochsprung spezialisiert hat. 

## Sportliche Laufbahn
Erste Erfahrungen bei internationalen Meisterschaften sammelte Laura Zialor im Jahr 2022, als sie beim Kip Keino Classic mit übersprungenen 1,91 m siegte. Anschließend siegte sie mit 1,84 m bei der BoXX United Manchester World Athletics Continental Tour. 
Im Juli schied sie bei den Weltmeisterschaften in Eugene mit 1,81 m in der Qualifikationsrunde aus. Bei den Commonwealth Games in Birmingham belegte sie mit 1,85 m den achten Platz, ehe sie bei den Europameisterschaften in München ohne eine Höhe den Finaleinzug verpasste.
2022 wurde Zialor britische Hallenmeisterin im Hochsprung.

## Persönliche Bestleistungen
- Hochsprung: 1,91 m: 7. Mai 2022 in Nairobi
- Hochsprung (Halle): 1,91 m, 19. Februar 2022 in Birmingham